# Komerční aranžování květin
Komerční aranžování květin je aranžování květin za účelem prodeje nebo jako služba poskytnutá za úplatu. Prodejem a řízením, zvyšováním prodeje se zabývá marketing.

## Právní podmínky
Obecná pravidla aranžování květin pro komerční účely upravuje zákon č.455/1991 Sb.
K podnikání oboru je nezbytné vlastnit živnostenský list, který vydává příslušný místní živnostenský úřad. K provozování služeb a prodeje je třeba vlastnit provozovnu nebo mít pronajmuty prostory určené jako provozovna. Zde jsou prováděny kontroly dodržování právních předpisů Českou obchodní inspekcí, živnostenským úřadem, kontroly bezpečnosti práce, inspektoráty práce, kontroly pracovním úřadem, hygienické kontroly, kontroly daňovým úřadem, případně celní správou a další kontroly. Je nezbytné, aby provozovatel znal aktuální znění všech příslušných zákonů včetně platných novel, ale i místních vyhlášek a stále sledoval legislativní změny a přizpůsoboval se aktuálním požadavkům na úpravy provozovny a způsob prodeje. 
Prodej a použití některých výrobků, například napodobenin ovoce (makety) nebo svíčky z parafinu, jež jsou barevnou a tvarovou napodobeninou ovoce, je s ohledem na možnou záměnu za ovoce dětmi nebo duševně chorými zakázáno. Dodržení zákazu je sledováno a pokutováno Českou obchodní inspekcí. Takové zákazy a omezení prodeje některých výrobků je třeba sledovat a dodržovat a nakoupené skladované výrobky neprodávat a nepoužívat.
Nezbytné je třeba označení provozovny a výrobků, přikládání údajů nutných k identifikaci výrobků a návod pro jeho použití. Dobrým příkladem, kterého se pečlivé přikládání návodů zejména týká je adventní věnec, opomenutí přiložení návodu k použití je kontrolováno a pokutováno.
Cena musí být zřetelně vystavena spolu s názvem výrobku. Rovněž je kontrolováno vydávání pokladních bloků a úplnost jejich vyplnění. Na prodávané zboží se vztahují práva zákazníka na reklamaci, trvají jeden den od koupě výrobku. Při prodeji je prodávající povinen zákazníka řádně a prokazatelně informovat o způsobu použití výrobku, který může být chybným použitím, například vystavením květů mrazu nebo intenzivnímu působení slunečního záření, vážně poškozen.

## Stanovení prodejní ceny aranžmá
Květinové aranžmá vždy patřilo k luxusnímu zboží, nejde o zboží nezbytné pro přežití. Vytváření ceny by mělo proto odrážet tuto realitu v horní hranici rozpětí, až na zvláštní výjimky u sociálně a společensky významných osob ji nelze zvyšovat tak jak lze zvyšovat ceny energií nebo pitné vody v období nedostatku nebo krize. Cenu lze zvýšit v období dostatku, kdy je třeba prokázat svoje schopnosti pro zvýšení společenské prestiže nákupem luxusního zboží. Maximální hranice ceny u aranžmá je dána i tím, že daný typ zboží lze nahradit jiným nebo i zcela pominout. Ceny jsou v maloobchodním prodeji hlavním nástrojem konkurence.
Prodejní cenu aranžovaných výrobků lze stanovit:
- výpočtem podle nákladů spojených s výrobou, prodejem a navýšením o ztratné a předpokládaný zisk
- normou pevně stanovené, zvykové, nebo předem smluvené ceny
- podle zákazníka, tedy podle poptávky v daném druhu zboží mezi potenciálními zákazníky, či v geografické oblasti, podle nasycenosti trhu
- odvozením od cen konkurence, tedy podle nabídky zboží v oblasti
- smluvně - způsobem, který zahrnuje jednání mezi zákazníkem a prodejcem.

Výpočet ceny podle nákladů je spolehlivou metou jak vytvořit cenu, která pokrývá náročnost výroby, dopravy, skladování, náklady spojené s prodejem a přiměřený zisk. Vypočtená cena může učinit prodávané zboží nekonkurenceschopným nebo naopak snadno může dojít k nasycení trhu a k silnému poklesu poptávky a krachu výrobce.
Normou stanovené ceny jsou v prostředí pevně stanoveny nařízením, nebo dohodnuty mezi prodejci. Regulace ceny zajišťuje někdy prostor pro zisk, při uvážení předpokládaných nákladů. Tento způsob je obvykle používán v řízené ekonomice a při ovládnutí trhu nebo společnosti členy cechů nebo silných komerčních společností. tyto praktiky omezují pravidly a obstrukcemi volnou soutěž a často je nějakým způsobem vyloučen nebo zásadně omezen vstup na trh novým podnikatelským subjektům. Normou stanovené ceny (i „spravedlivé“) jsou často výhodné jen pro část prodejců a nevýhodné pro zákazníky, zejména pro znatelný pokles kvality zboží. Nízká koupěschopnost zákazníků nebo neschopnost prodejce dosáhnout při pevně stanovené ceně dosáhnout zisku rychle vede k úpadku prodejce.
Pružné ceny odvozené od poptávky a nasycenosti trhu dobře kopírují možnosti maximální hranice ceny. Jsou variantou smluvně stanovené ceny. Jsou používány zejména v době dočasně zvýšené poptávky po specifickém druhu zboží, například smuteční vazba, vánoční vazba. Dlouhodobě politika navyšování zisku na hranici možností a maximalizace cen vede k odlivu zákazníků a vytvoření špatné pověsti, tedy ztrátě nebo krachu.
Ceny odvozené od cen konkurence mohou dobře kopírovat poptávku a nabídku v daném prostředí. Je však třeba uvážit mnoho specifických a zcela zásadních vlivů, kterými mohou být odlišné náklady konkurence, kdy může být z nějakého důvodu jiná cena za nájem, nebo materiál která vstupuje do veny zboží. Na navýšení se může podílet vysoká poptávka s ohledem na zcela lokálně vyšší pohyb zákazníků, nebo jiné místní specifikum, které nejsou jiní soutěží schopni naplnit. Ceny odvozené od konkurence mohou v prostředí volného trhu být nástrojem v konkurenčním boji a relativně rychle vést až k vytvoření místně monopolního prostředí v lokalitě nebo nabídce daného druhu zboží. Výrazně nízké ceny používané jako metoda k vytlačení konkurence jsou považovány za nekalou soutěž. V ČR je taková situace sledována úřadem.
Smluvně stanovené ceny často zahrnují požadavek slevy nebo navýšení s ohledem na finanční možnosti nebo situaci zákazníka, termín prodeje, navýšení nebo neshodu požadavků zákazníka a možností prodejce. V ČR smlouvání o ceně v maloobchodu není ani rozšířená ani oblíbená metoda, spíše naopak. Požadavek na slevu je vnímán jako snižování hodnoty výrobku a přinejmenším ponižující jev pro výrobce, který stanoví cenu z nákladů a snižuje tak zisk, který je jeho spravedlivou odměnou a obvykle zajišťuje další provoz a investice do podniku a zlepšení služeb zákazníkům. Politika smluvních slev může dlouhodobě vést k vážnému omezení konkurenceschopnosti pro omezení investic do rozvoje podniku.

## Prezentace a cíle
Aranžování květin a prodej aranžmá, výuka aranžování, prodej aranžovacího materiálu je dnes v ČR především oborem podnikání. Smyslem aranžování květin je prodej květin, komerční výzdoba a prodej aranžovaných objektů. Jsou pravidelně pořádány pravidelné výstavy kde předvádějí své umění někteří aranžéři. Například Brněnská růže v areálu firmy Vonekl, sponzorovaná firmou Vonekl, spojená s výstavkou prodejního sortimentu a prodejem zboží uvedené firmy. Každý rok se pořádají v Ovocných a okrasných školkách v Litomyšli dvě prodejní výstavy květin. Smyslem takových akcí bývá především naděje zúčastněných firem na zvýšení prodeje zboží pomocí reklamy. Komerční charakter v ČR mají aranžmá k některým významným svátkům především Svátku zesnulých, k Vánočním a Adventním svátkům. Význam Velikonoc, pohanských, židovských a muslimských svátků je ve floristice komerčně zanedbatelný. K významnějším komerčním svátkům se řadí v ČR spíše propagované anglosaské svátky Den svatého Valentýna a Halloween, ale stále i Den matek a MDŽ.
Za květiny, ale nikoliv aranžované kytice, lze považovat technicky provedená seskupení různých květin, prodávaných v lesklém obalu v prodejnách s potravinami nebo u čerpacích stanic. Nicméně existenci takových snopků bylin v lesklém balení podmiňuje existence zákazníka, který takové kytice efektivně nakupuje a tedy ženy která jej za takový nákup ocení.
Výrobky aranžéra musí především komerčně uspět a autor se tak musí řídit především vkusem spotřebitele. „Po zhlédnutí mistrovských floristických děl bývá často názor laiků (spotřebitelů – našich zákazníků) na hony vzdálený od názoru profesionálních floristů. Ale co si budeme povídat, důležité je dušičkový věneček či jiné aranžmá určené k dekoraci hrobů prodat a tudíž se musí zákazníkovi líbit.“ Výstavami se prezentují rovněž zahradnické školy ve snaze zvýšit počet žáků hlásících se k přijímacím zkouškám. Kromě škol a soukromých škol se výukou floristiky a rekvalifikací se komerčně zabývají i menší firmy. Úspěšný absolvent obvykle obdrží od firmy certifikát, který dává naději na lepší uplatnění na trhu práce v oboru „vazačské práce“ a „florista“.

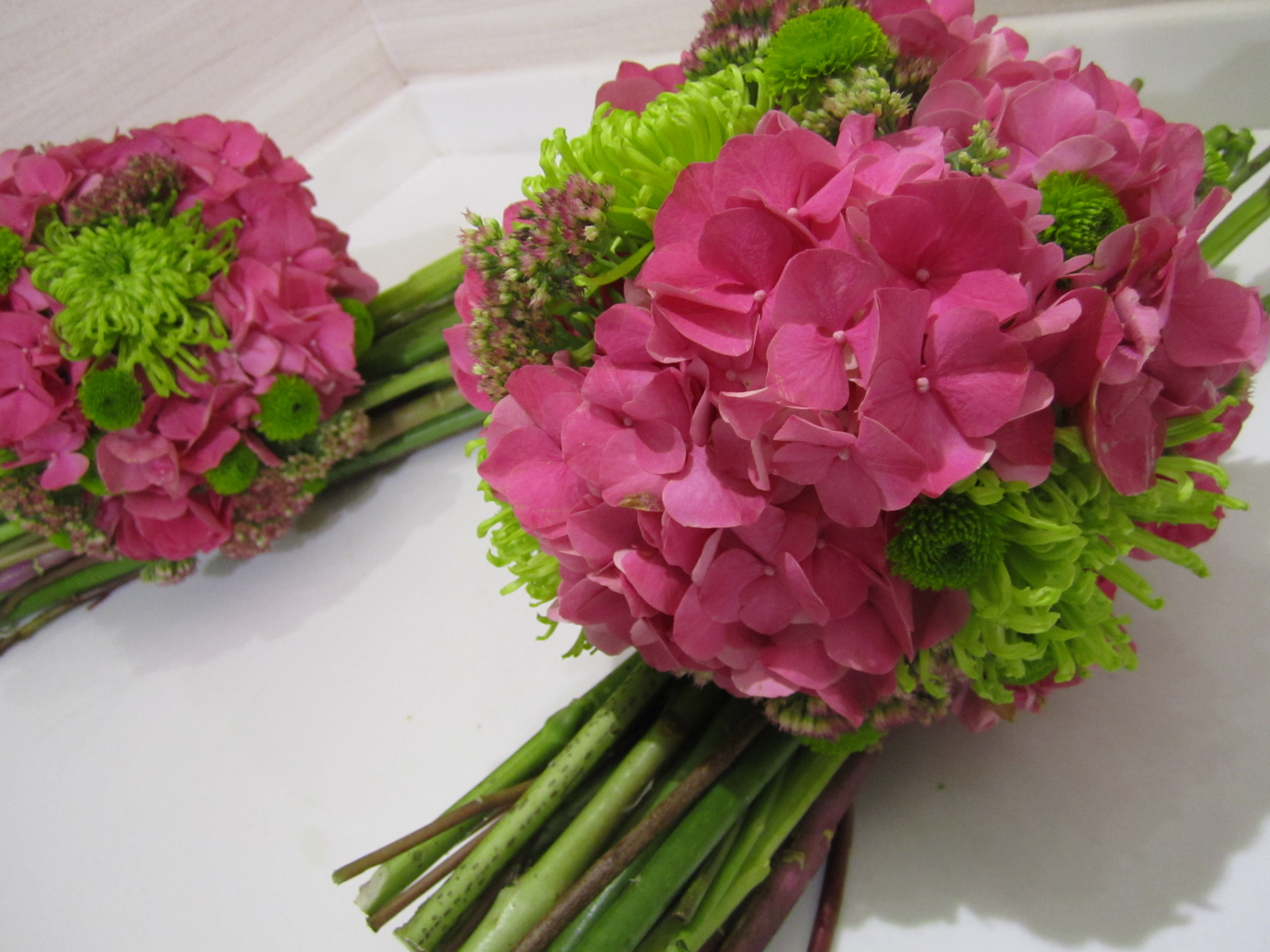

## Komerční aranžování květin v 21. století
Na počátku 21. století lokální tisk zmiňuje tvrdší konkurenci mezi výrobci a prodejci aranžovaných květin, tedy již v době kdy ještě v ČR finanční krize nijak vážně nezasáhla. „Lidé sice za věnce či květinové koše na rodinné hrobky utrácejí méně peněz než dříve… Mám však pocit, že každý rok je v tomto oboru čím dál tvrdší konkurence a máme více práce vyrobené věnce a ozdoby prodat za rozumnou cenu“ tvrdí příležitostný výrobce. O deset let později profesionální výrobce a prodejce říká:„Zájem o toto zboží klesá, rok od roku je to slabší. Lidé šetří, spousta z nich si je vyrábí doma sama. Nějaké objednávky máme, ale není to tak jako dřív. My se snažíme dělat kvalitní věci, které ale něco stojí. Mnozí lidé ovšem hledají levnější alternativy, snaží se šetřit." Cena za smuteční vazbu se nezvyšuje už několik let.
„Začínající floristé jsou často lidé s jinou původní profesí než zahradnickou. Mají však spoustu elánu i chuti podnikat. To ale nejde bez mnohokrát odzkoušených praktických dovedností.… hodinami tvrdé práce dokonale ovládnete techniky ve floristice nezbytné. Získané znalosti Vám pomohou nejen zvýšit důvěru ve vlastní schopnosti a vytvářet stále dokonalejší aranžmá, posloužit jako odrazový můstek pro vlastní podnikání, ale v neposlední řadě zvýšit Vaše možnosti na pracovním trhu.“ (Nabídka floristických kurzů, 2013, Praha)

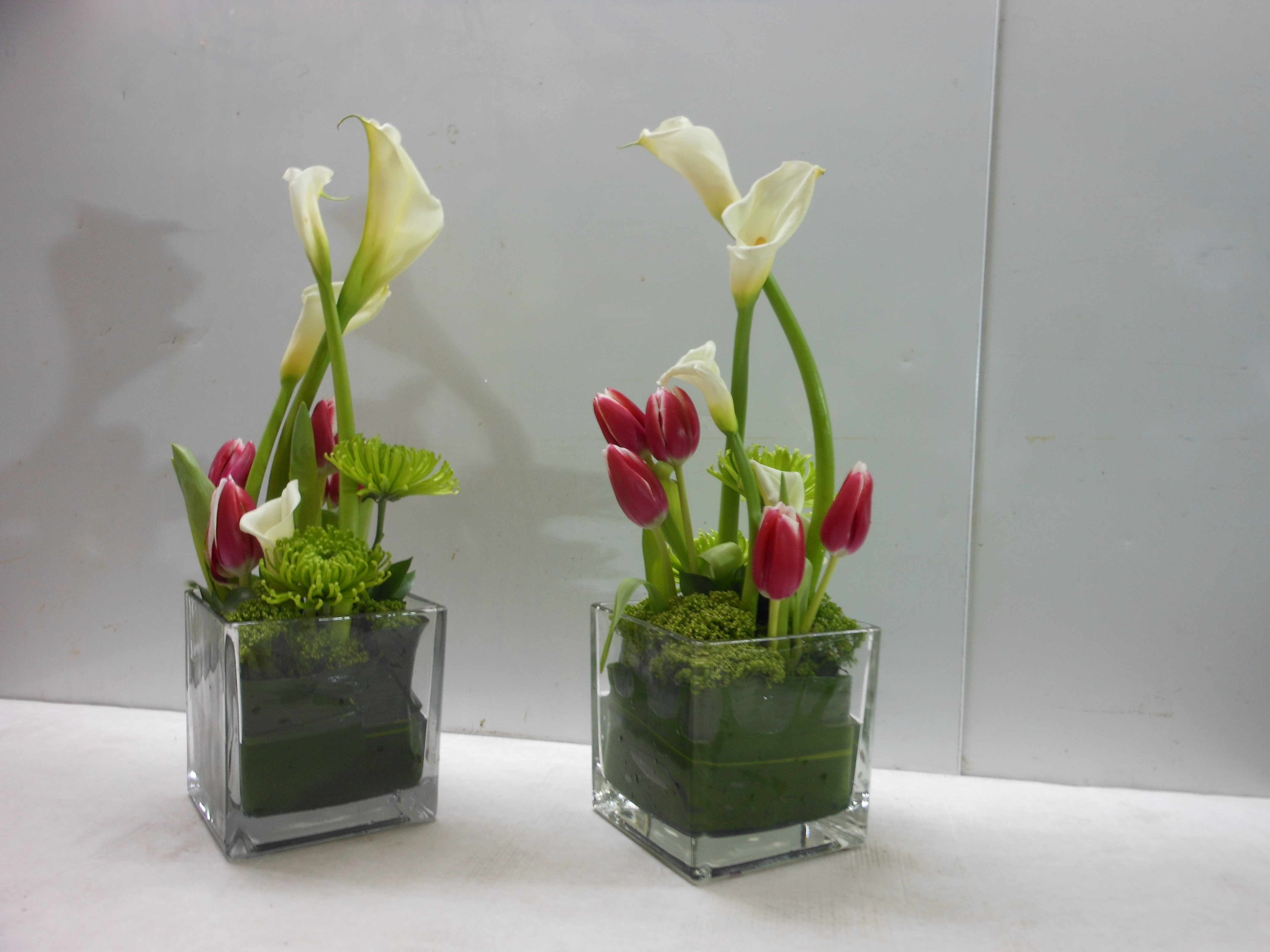
Použití neobvyklých kombinací a sestav rostlinného materiálu a nádob dobře vynikne v odpovídajícím interiéru.

Tim van Leipsig, aranžér zaměřený na movitější klientelu, předvádějící aranžování na seminářích Holandské květinové kanceláře vysvětluje: „Vše co vytvoříte, musí mít silný komerční potenciál.… …Aspekty, jako sortiment, který reflektuje požadavky zákazníků, tvorba cen a obrat zboží, tvoří sedmdesát procent podnikání a jsou tak důležitější než kreativita…“

## Statistika a rekordy
Nejdražší kytice byla prodána v Sheffieldu (UK) za 480£ a nejvíce dodávek v jediné objednávce bylo pět a stalo se tak v Steevenage, největší prodej za jeden den celkem činil 959£ 88pencí. Podle statistických údajů dělá online prodej aranžmá až 16% prodeje květin.
V ČR se nejvíce prodávají kytice (51%), jednotlivé květiny (20%) a kytice pro svatební příležitosti (16%). Nejprodávanějšími květinami jsou karafiáty a růže. V ČR jsou prodány každoročně květiny celkem za devět miliard korun. V roce 2012 za květiny každý Čech utratil 950 Kč tedy méně než průměrný obyvatel EU, ovšem prodej květin (podle statistik) stále roste. Téměř dvě třetiny květin tvoří import z Nizozemska.

## Ekonomika podnikání v oboru
V aranžování květin je třeba počítat se sezónními vlivy, tedy značnými převisy poptávky a nabídky podle sezóny, svátků a příležitostí. Květiny a aranžované květiny jsou zbožné které je citlivé na změny teploty, špatně snáší dopravu, ale především se rychle kazí.
Ing. Michal Haut (v roce 2003 majitel prodejny Orchidea v Bratislavě) uvedl v roce 2006, že navýšení prodejní ceny (za práci s aranžováním) odvozuje od ceny materiálu kterou jednoduše navyšuje o 100 - 200% a připočítá paušální cenu za práci každého zaměstnance 125 Sk (což zahrnuje stravu, odlučné a nocleh). Někteří prodejci, bez nákladů na zaměstnance, vyrábějící v místě prodeje, v menších městech s vyšší konkurencí, účtují zákazníkovi pouze navýšenou cenu materiálu, neúčtují práci vůbec. 125% procent přirážku k ceně výrobku účtoval v roce 2003 Ben Stempher z Holandska, majitel aranžérské dílny v Colmschate v Denveru. uvádí, že práce musí provádět levně a rychle vzhledem k nákladům na pracovní sílu.
Ing. Michal Haut, v roce 2003 rovněž uváděl, že přiúčtuje při chystání výrobku v obchodě, podle svých slov, 600-800 Sk na hodinu což v té době bylo přibližně 500 Kč. Je třeba upozornit že zaměstnanec nachystal za hodinu při prodeji různě velkých a náročných aranžmá (obvykle spíše kytic) různý počet těchto aranžmá. Je tedy třeba vnímat toto ohodnocení jako přiúčtovanou cenu na hodinu za práci (nikoli mzdu) jednoho zaměstnance přiráženou k základní ceně materiálu v prominentní prodejně a dílně, která provádí výzdobu prezidentské kanceláře, mnoha vládních budov, bank, některých velvyslanectví a nejvýznamnějších plesů.

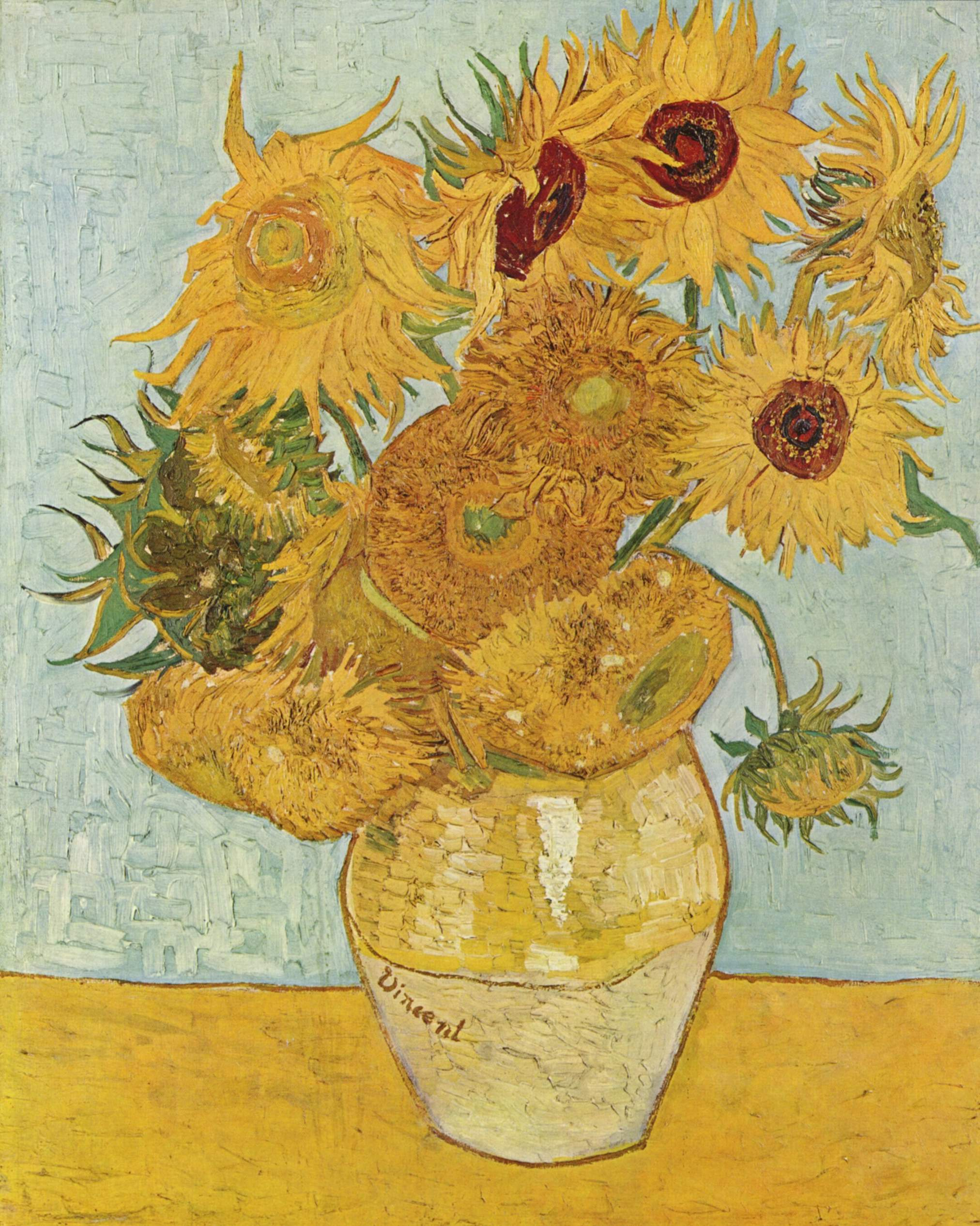
Zřejmě nejcennější aranžované květiny současnosti.

V Nizozemsku stejně jako v ČR[zdroj?] přibývala počátkem 21. století nová květinářství převážně v nově postavených budovách komerčních center, kde se shromažďuje více zákazníků. V centrech nizozemských měst údajně nebyla v roce 2003 žádná květinářství.
Prodej a doručování květin, nebo zasílání vázaných květin (Euroflora, Teleflora) probíhaly do počátku 21. století jako výběr květin podle unifikovaného vzoru z katalogu v místě "odeslání" a výroba kytice podle tohoto předem vybraného modelu vzoru v místě dodání. Celé poslání kytice tak probíhá telefonicky zadáním adresy příjemce a kódu vzoru. Za účast v síti dodavatelů "zasílaných" kytic byl vyžadován poplatek. Takto "zaslané" kytice jsou všude na světě v síti dodavatelů (téměř) identické. Nevýhodou bývá omezený sortiment a omezená variabilita použitého materiálu.
Telefonický způsob prodeje byl v zásadě nahrazen internetovým nákupem. Od počátku 21. století firmy nabízejí objednávání a prodej kytic a aranžmá po internetu a zasílání pomocí doručovacích služeb. Některé firmy se věnují téměř výhradně tomuto podnikání. V odborném periodiku je uváděn příklad květinářství (Bohemia flowers, majitel E. Lysáková, v roce 2013 neexistuje), které má z prodeje v "kamenném obchodě" 10% příjmů a z prodeje přes internet 90%.

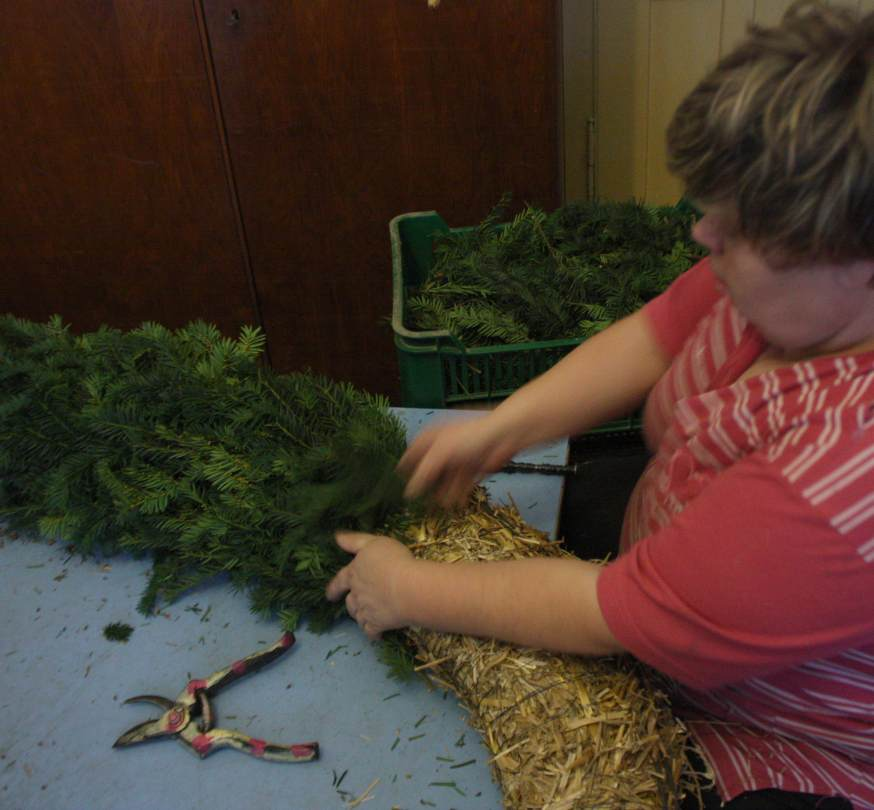
Vázání věnce.

### Ekonomika prodeje květin na počátku 20. století
Jako náklad byly podle Josefa Vaňka (publikace Moderní vazačství květin, 1928)a kalkulovány pouze mzdy, nájem z obchodu nebo prodejní plochy, nákupní ceny květin a dalších materiálů (provozní náklady například za dopravu, účetnictví, reklamu a energie nezmiňoval). U květin uváděl navýšení ceny o 50-100 % vzhledem k nákladům které vznikaly odkvétáním nebo jiným znehodnocením. Ceně kytice kde byla cena materiálů zvýšena o 100% ovšem nepřipočítával cenu za práci a ani cenu za zeleň. Práci a použité ozdoby jako košíky, stuhy, šňůry, byly připočítávány při větších vazačských pracích. Podle J. Vaňka byl považován obchod s květinami za přepych, nikoliv za obchod se zbožím denní potřeby; jako takový obchod s květinami pracoval. Snažil se vyhovět bizarním přáním zákazníka v kteroukoliv hodinu a také za jakoukoliv cenu. Cena kytice byla pro osoby milující přepych součástí hodnoty kytice, takže levné byť krásné květinové dílo bylo pro milovníka luxusu zcela bezcenné, neboť jím nemohlo reprezentovat před ostatními svůj nadřazený stav.
„Chudému budiž při prodeji lacino nebo v některých případech třeba i zcela zdarma, středním vrstvám konsumentů za ceny přiměřené, hořejším vyvoleným desetitisícům, kteří prostě diktují, za ceny takové, aby se zisk a ztráta v obchodě přiměřeně vyrovnávaly.… Stanovme dobře propočítané ceny zboží a neslevujme, byť by konkurence zboží nabízela levněji. Starejme se však o zboží (aby bylo) vždy… prvotřídní. Při pracech vazačských se prodává i vkus a umění…“
Při vazbě byly často používány květiny z dovozu, které byly především v chladném období roku levnější než řezané květiny z domácí produkce. byly používány květiny dovážené z Francie a Itálie. Pro dostatečné výnosy z aranžérství a prodeje květin doporučoval autor vlastnit (i ve městě )
malou zahradu kde lze pěstovat, zejména během letní mrtvé sezóny, levně květiny pro řez ale také něco zeleniny pro snížení ztrát. Nedoporučoval prodejnu provozovanou v nájmu, pronájmy obecně a nákupy na dluh. Mezi zlozvyky nakupujících patřila na počátku 20. století například neochota po dodání zboží zaplatit účet.

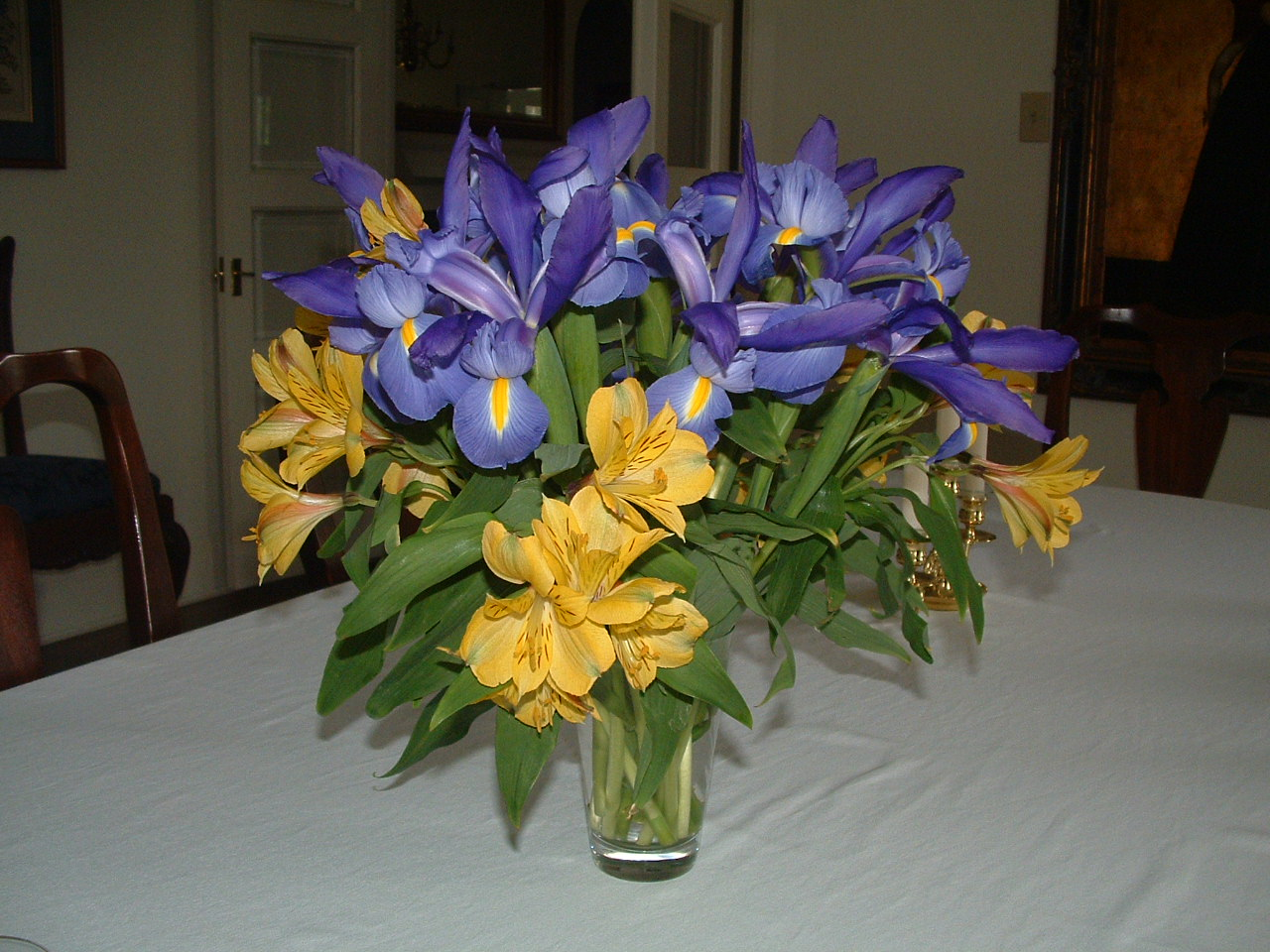
Jednoduchá silně kontrastní barevná kombinace působí někdy lépe v pastelových odstínech než sytých barvách.